# Kultura natufijska

Zasięg terytorialny kultury natufijskiej

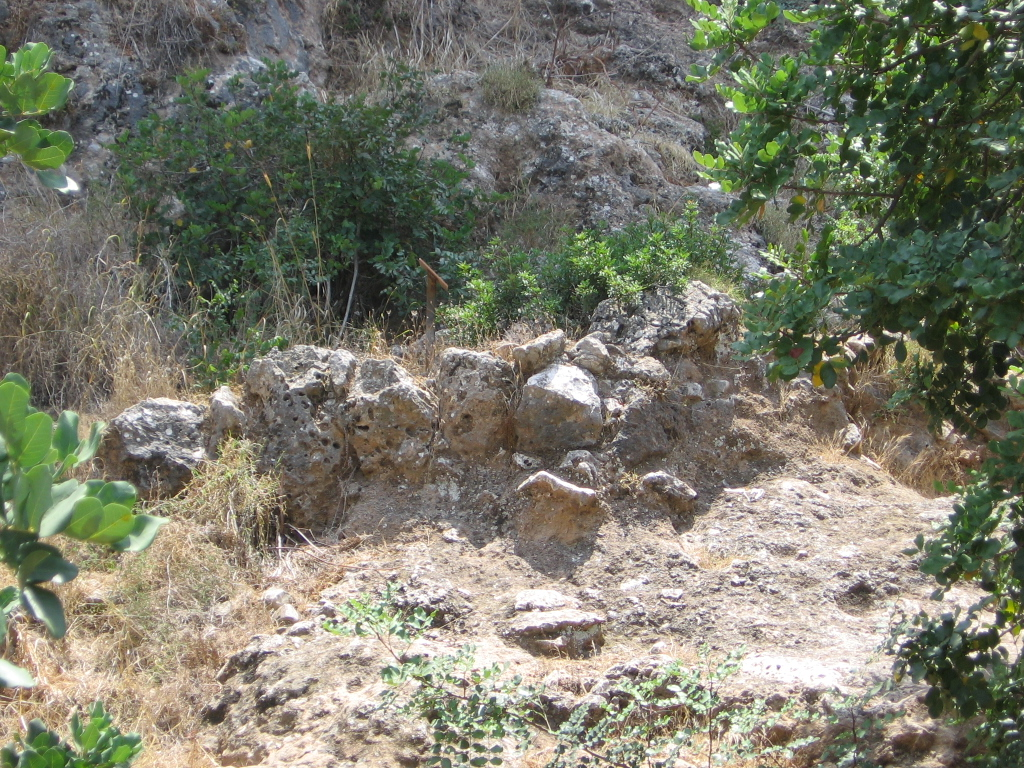
Pozostałość po ścianie natufijskiego domu

Kultura natufijska – kultura mezolitu bliskowschodniego. Nazwa pochodzi od stanowiska archeologicznego Wadi-an-Natuf, w Izraelu, z około IX tysiąclecia p.n.e. Kultura została zdefiniowana w latach 30. XX wieku w wyniku badań wykopaliskowych na Górze Karmel prowadzonych przez Dorothy Garrod.

## Okres trwania i zasięg
Kultura ta rozwinęła się na podłożu kultury kebaryjskiej, wskazuje na to analiza zabytków kamiennych. Największy rozwój kultury przypadał na okres między 10 500 a 9000 p.n.e., schyłek nastąpił około 8300 p.n.e.
Do ciekawszych stanowisk tej kultury zalicza się stanowiska na Górze Karmel oraz w Mugharet el-Wad i Abu Hurejra.
Ślady tej kultury odkryto w kilku miejscach na Bliskim Wschodzie, tak w jaskiniach i schroniskach skalnych (Mugharet el-Wad, Nahal Oren), jak i na terenach otwartych (Enan, Jerycho).

## Narzędzia
Narzędzia z tego okresu są jeszcze głównie wytwarzane z kamienia (krzemień), rogu i kości. Są to głównie kamienne geometryczne mikrolity, dominują zbrojniki w kształcie wycinków koła i trójkątów oraz małe wiórki tylcowe stosowane jako wkładki segmentowe na ostrza do sierpów rogowych (których rękojeści były czasami rzeźbione w kształt głowy zwierzęcej). Stosowano także piki kamienne i motyki. W materiale rogowo-kostnym dominują harpuny, haczyki wędkarskie i szydła (czasami z perforowaną główką). Wyróżniono dwie fazy ewolucji przemysłu tej kultury. We wcześniejszej udział zbrojników w inwentarzu kamiennym dochodzi do 50%, stosowano tzw. retusz heluański. Po 9000 p.n.e., w fazie późniejszej, pojawiają się liczniejsze mikrorylce, przekłuwacze oraz groty strzał.

## Gospodarka
Gospodarkę kultury natufijskiej określa się jako zbieracko-łowiecką, daje się obserwować przejście do wyspecjalizowanego i intensywnego zbieractwa oraz myślistwa.
Natufijczycy byli myśliwymi polującymi na gazele, antylopy oraz zbieraczami żołędzi, orzechów, orzeszków pistacjowych i dziko rosnących zbóż.
Część teorii zakłada, że około 9000 r. p.n.e., kiedy klimat stał się bardziej suchy, nad Eufratem doszło do pierwszych prób uprawy zbóż.

### Rozwój rolnictwa
Istnieje teoria, ze nagła zmiana klimatu, tzw. młodszy dryas (około 10 800 do 9500 p.n.e.), spowodowała, że ludzie podjęli rolnictwo. Młodszy dryas stanowił przerwę w ocieplaniu klimatu trwającą około 1000 lat. Ta przerwa spowodowała susze w Lewancie. Ponieważ duża liczba osiadłych mieszkańców polegała na spożyciu dzikich zbóż, więc ludzie zaczęli, według tej teorii, „dopomagać” zbożom w przetrwaniu.

## Osiedla
Osiedlano się zarówno w jaskiniach, jak i w obozowiskach otwartych, liczba tych drugich znacznie wzrasta w późniejszej fazie co bywa określane jako „wyjście z jaskiń”.
Zmienia się sposób zamieszkiwania jaskiń, nie ogranicza się już tylko do przestrzeni zakrytej. Zaczęto zagospodarowywać przestrzeń przed jaskiniami, nawet do 1000 m² np. w Hayonim w Galilei. W El-Uad znajdująca się przed jaskinią terasa o pow. 500 m² została zniwelowana i częściowo zamknięta murem z kamieni.
W terenie otwartym zamieszkiwali osiedla użytkowane przez lata (obozowiska macierzyste) o pow. od 900 m² np. w Rosz Zin do blisko 3000 m² w Rosz Horesza, w których dominującą formą domostwa była budowla wzniesiona na planie okręgu, częściowo wkopana w grunt. Każda większa osada posiadała satelickie obozowiska wykorzystywane w czasie zbierackich wypraw (obozy sezonowe) o pow. ok. 200 m². Środowiskiem, w którym się najchętniej osiedlali była strefa między nadmorskimi nizinami a linią wzgórz i wysoczyzn, co umożliwiało pełniejsze wykorzystanie zróżnicowanych zasobów środowiska naturalnego.

## Udomowienie psa
W stanowiskach natufijskich znajdują się najwcześniejsze archeologiczne ślady udomowienia psa. Na stanowisku Ein Mallaha w Izraelu, datowanym na 10 000 lat p.n.e., znaleziono pochowane razem szczątki starszego człowieka i cztero- lub pięciomiesięcznego szczeniaka psiego. W innym miejscu (jaskinia Hayonim), odkryto ludzi pogrzebanych razem z dwoma psami.